# Franz Hunolt
Franz Hunolt SJ (* 31. März 1691 in Siegen; † 12. September 1746 in Trier) war ein deutscher Philosoph und Theologe. Er gilt als populärster deutscher Prediger des frühen 18. Jahrhunderts.

## Leben
Franz Hunolt wurde 1691 in Siegen geboren, wo er das Jesuitenkolleg besuchte. Er studierte Philosophie in Köln und bekleidete ab 1723 eine Professur für Logik an der Universität Koblenz. Zwischen 1724 und 1743 war er als Domprediger in Trier tätig, wo er 1746 starb. Seine „Sittenpredigten“, die Christliche Sitten-Lehr ist sein bekanntestes Werk, das schon zu seinen Lebzeiten in Köln gedruckt wurde und bis 1878 häufig wiederaufgelegt und in mehrere Sprachen (flämisch, englisch, französisch, polnisch) übersetzt wurde. Später machte man Hunolt eine Überbetonung des 6. Gebots des Dekalogs („Du sollst nicht die Ehe brechen“, Ex 20,14 ) zum Vorwurf.

## Schriften
- Böser Christ: … in sechs- und sibentzig Predigen Auf alle Sonn- und Feyr-Täg Des Jahrs eingerichtet. Augsburg 1753.
- Christliche Sitten-Lehr über die evangelische Wahrheiten: Zweyter Theil. Böser Christ. Augsburg und Würzburg Veith, Martin, 1753.
- Drei Predigten zu Ehren des hl. Nährvaters Joseph, Schutzpatron der katholischen Kirche. Paderborn 1891.
- Christlicher Lebens-Stand., Augsburg: Verlegt von Ignaz Adam und Franz Anton Veith, 1760.